# Maddie Hasson
Maddie Hasson (Wilmington, 4 januari 1995) is een Amerikaanse actrice.
Ze raakte in 2012 bekend met haar rol als het zigeunermeisje Willa Monday in de serie The Finder.

## Biografie
Hasson begon als zevenjarige competifief te dansen en speelde als tiener ook theater.
Ze maakte haar debuut op het witte doek in de onafhankelijke film God Bless America uit 2011.
Ze deed auditie voor een rol in The Finder in de lente van 2011 gedurende een reis naar Los Angeles en werd uit 300 andere meisjes geselecteerd om de rol van Willa Monday op te nemen.

## Filmografie
- Gemeinsame Normdatei: 1234186543
- Library of Congress Control Number: no2018013894
- Virtual International Authority File: 8494151838000320520004
- WorldCat: E39PBJjdhJwKTYrK64BYWj9CcP